# قائمة حروب كوريا الشمالية
تقدم هذه المقالة قائمة الحروب التي شاركت فيها كوريا الشمالية.
| البداية       | النهاية       | اسم النزاع    | الحلفاء (بينهم كوريا الشمالية)                                                                | الأعداء | المكان | النتيجة        |
| ------------- | ------------- | ------------- | --------------------------------------------------------------------------------------------- | --- | ------ | -------------- |
| 25 يونيو 1950 | 27 يوليو 1953 | الحرب الكورية | كوريا الشمالية · الاتحاد السوفيتي · الصين                                                     | أستراليا · بلجيكا · كندا · كولومبيا · كوريا الجنوبية · الولايات المتحدة · إثيوبيا · فرنسا · اليونان · لوكسمبورغ · هولندا · نيوزيلندا · الفلبين · تايلاند · تركيا · المملكة المتحدة · جنوب إفريقيا | كوريا  | هدنة بانمونجوم |
| 2 أغسطس 1964  | 30 أبريل 1975 | حرب فيتنام    | شمال فيتنام · فيت كونغ · الخمير الحمر · باثيت لاو · الصين · الاتحاد السوفيتي · كوريا الشمالية | جنوب فيتنام · الولايات المتحدة · كوريا الجنوبية · أستراليا · الفلبين · نيوزيلندا · جمهورية الخمير · تايلاند · مملكة لاوس                                                                          | فيتنام | فوز الشيوعيين  |